# Гайнц Радзіковскі
Гайнц Радзіковскі (нім. Heinz Radzikowski, 7 вересня 1925 — 18 квітня 2017) — німецький хокеїст на траві.
Бронзовий призер Олімпійських Ігор 1956 року.